# Barth (Familienname)
Barth ist ein Familienname.

## Namensträger

### A
- Achim Barth (1950–1989), deutscher Journalist und Autor
- Adolf Barth (Mediziner, 1852) (1852–1936), deutscher HNO-Arzt
- Adolf Barth (Mediziner, 1872) (1872–1930), Schweizer Chirurg und Sozialanthropologe
- Adolph Ambrosius Barth (1827–1869), deutscher Buchhändler
- Albert Barth (Architekt) (1814–1885), deutscher Architekt
- Albert Barth (Politiker) (1856–1914), deutscher Landwirt und Politiker, MdL Württemberg
- Albert Barth (Theologe) (1874–1927), Schweizer Theologe und Politiker
- Alexander Barth (* 1962), deutscher Jurist
- Alfons Barth (1913–2003), Schweizer Architekt
- Alfred Barth (Bauingenieur) (1875–1937), deutscher Bauingenieur, Gewerbepädagoge, Stadtschulrat und Verbandsfunktionär
- Alfred Barth (Geistlicher) (1907–1981), deutscher katholischer Geistlicher und Katechetiker
- Alfred Barth (* 1969), österreichischer Arbeits- und Organisationspsychologe und Hochschullehrer
- Alfred K. Barth (* 1933), deutscher Chemiker und Hochschullehrer
- Amandus Barth (1857–1941), deutscher Politiker
- Amédé Barth (1899–1926), Schweizer Maler und Zeichner
- Amon Barth (* 1984), deutscher Autor
- André Barth (* 1969), deutscher Jurist und Politiker (AfD)
- Andrea Barth (* 1972), deutsche Kunstradfahrerin
- Andreas Barth (* 1958), deutscher Fußballspieler
- Andres Barth (1916–1990), Schweizer Maler
- Anja Barth (* 1979), deutsche Schauspielerin
- Anna Barth (Malerin) (* 1938), deutsche Malerin und Bildhauerin
- Anna Barth (Tänzerin) (* 1960), deutsche Tänzerin
- Anna Barth-Blendinger (1884–1971), deutsche Hauswirtschaftspädagogin
- Anna Maria Wilhelmine van Hasselt-Barth (1813–1881), deutsche Opernsängerin (Sopran)
- Anton Barth (1787–1848), deutscher Politiker, Bürgermeister von Augsburg
- Antonie Barth (1871–1956), deutsche Tänzerin
- Ariane Barth (* 1943), deutsche Journalistin und Sachbuchautorin
- Arno Barth (1893–1949), deutscher Jurist und Politiker (SPD, SED)
- Arthur Barth (Mediziner) (1858–1927), deutscher Chirurg
- Arthur Barth (Unternehmer) (1884–nach 1944), deutscher Unternehmer und Kammerfunktionär
- Arthur Julius Barth (1878–1926), deutscher Maler und Grafiker
- Auguste Barth (1834–1916), französischer Indologe

### B
- Barbara Barth (* 1983), deutsche Jazzmusikerin
- Belle Barth (1911–1971), US-amerikanische Komödiantin
- Benjamin Barth (* 1978), deutscher Basketballschiedsrichter
- Benny Barth (1929–2017), US-amerikanischer Jazzmusiker
- Bernd-Rainer Barth (* 1957), deutscher Historiker und Publizist
- Berndt Barth (* 1941), deutscher Sportwissenschaftler und Hochschullehrer
- Bernhard Barth (* 1969), deutscher Organist, Dirigent und Komponist
- Bibiana Barth (* 1986), deutsche Journalistin und Moderatorin
- Birgit Barth (* 1962), deutsche Leichtathletin
- Bjørn Barth (1931–2014), norwegischer Diplomat
- Boris Barth (1961–2023), deutscher Historiker
- Bruce Barth (* 1958), US-amerikanischer Jazzmusiker
- Burghard Josef Barth von Wehrenalp (1821–1894), österreichischer Jurist und DuOeAV-Funktionär

### C
- Carl von Barth (Jurist) (1547–1597), deutscher Jurist und Hochschullehrer
- Carl Barth (1787–1853), deutscher Zeichner und Kupferstecher
- Carl Anton von Barth (1758–1797), Bürgermeister von München
- Carl Georg Barth (1860–1939), US-amerikanischer Mathematiker und Ingenieur
- Carl Gottlieb Barth (auch Karl Gottlob Barth; 1819–1898), deutscher Politiker
- Carl Josef Barth (1896–1976), deutscher Maler
- Carl Mildreich Barth († 1858), deutscher Baumeister
- Carl Theodor Barth (1805–1837), deutscher Jurist und Publizist
- Carmen Barth (1912–1985), US-amerikanischer Boxer
- Carola Barth (1879–1959), deutsche Religionslehrerin
- Caspar von Barth (1587–1658), deutscher Philologe
- Christian Barth (Fotograf) (1854–1935), deutscher Turner und Fotograf
- Christian Barth (Verwaltungsjurist) (* 1960), deutscher Verwaltungsjurist
- Christian A. Barth (* 1935), deutscher Ernährungsmediziner
- Christian Gottlob Barth (1799–1862), deutscher Pfarrer und Liederdichter
- Christian Karl Barth (1775–1853), deutscher Historiker
- Christian Samuel Barth (1735–1809), deutscher Musiker, Oboist und Komponist
- Christoph Barth (1917–1986), Schweizer Theologe
- Claudia Barth (Sozialwissenschaftlerin) (* 1972), deutsche Sozialwissenschaftlerin
- Claudia Barth (* 1975), deutsche Ruderin
- Clotilde Barth (1867–nach 1902), deutsche Schauspielerin
- Cornelia Barth (* 1958), deutsche Politikerin (Die Linke)

### D
- Detlev Barth (* 1951), deutscher Jurist und Politiker (CDU)
- Dieter Barth (* 1943), deutscher Maler und Zeichner
- Dirk Barth (* 1944), deutscher Bibliothekar
- Dorothea Barth Jörgensen (* 1990), schwedisches Model
- Dorothee Barth (* 1964), deutsche Musikdidaktikerin

### E
- Eberhard Barth (1897–1972), deutscher Ministerialbeamter
- Eddie Barth (1931–2010), US-amerikanischer Schauspieler und Synchronsprecher
- Edgar Barth (1917–1965), deutscher Rennfahrer
- Edmond Paul de Barth (1754–1808), französische Ordensgeistliche, Oberin von Darfeld-Rosenthal
- Eduard Barth (1802– nach 1850), deutscher Maler und Kupferstecher
- Elke Barth (Leichtathletin) (* 1956), deutsche Leichtathletin
- Elke Barth (Politikerin) (* 1965), deutsche Politikerin (SPD)
- Elly Barth (1891–nach 1954), deutsche Pianistin
- Emil Barth (Politiker) (1879–1941), deutscher Politiker
- Emil Barth (Schriftsteller) (1900–1958), deutscher Schriftsteller
- Enrico Barth (* 1969), deutscher Fußballspieler
- Erhardt Barth (* 1960), deutscher Ingenieur, Informatiker und Hochschullehrer
- Ernst Barth (Mediziner) (1863–nach 1921), deutscher HNO-Arzt
- Ernst Barth (Architekt) (1906–1994), deutscher Architekt
- Ernst Barth (Pädagoge) (1909–1992), deutscher Pädagoge und Heimatforscher
- Ernst Barth (Dialektologe) (1928–2017), Schweizer Dialektologe
- Ernst August Barth (1870–1956), deutscher Politiker und Verbandsfunktionär, siehe Arnošt Bart-Brězynčanski
- Ernst Louis Barth (1831–1904), deutscher Pädagoge und Autor
- Erwin Barth (1880–1933), deutscher Gartenarchitekt und Hochschullehrer
- Erwin Barth (Polizeipräsident) (1884–1959), deutscher Redakteur und Polizeipräsident von Altona und Hannover
- Erwin Barth von Wehrenalp (1911–1996), österreichischer Publizist und Verleger
- Eugen Barth (1853–1885), Schweizer Zeichner

### F
- Felix Barth (1851–1931), deutscher General
- Ferdinand Barth (Künstler) (1842–1892), deutscher Bildhauer, Maler, Zeichner und Illustrator
- Ferdinand Barth (Maler) (1902–1979), deutscher Maler
- Ferdinand Barth (Regisseur) (* 1964), deutscher Regisseur und Drehbuchautor
- Ferdinand H. Barth (1932–2005), deutscher Theologe
- Franz Barth (Politiker, 1802) (1802–1877), deutscher Jurist und Politiker, Mitglied der Frankfurter Nationalversammlung
- Franz Barth (Politiker, 1886) (1886–1951), deutscher Politiker, MdR
- Franz Christoph Barth (1698–1757), deutscher Benediktiner, Abt von Weißenohe, siehe Ildephons Barth
- Franz Karl Barth (1889–1932), deutscher Archivar und Historiker
- Franz Xaver Barth (1821–1894), deutscher Maler
- Frédéric Barth (* 1979), Schweizer Rennfahrer
- Fredrik Barth (1928–2016), norwegischer Ethnologe
- Friederike Barth (* 1975), deutsche Hockeyspielerin
- Friedrich Barth (Dichter) (1794–1833), deutscher Dichter und preußischer Offizier
- Friedrich Barth (Modellbauer) (1867–1947), deutscher Schiffsmodellbauer
- Friedrich Barth (Maschinenbauer) (1875–?), deutscher Ingenieur und Maschinenbauer
- Friedrich Barth (Maler) (1877–1937), deutscher Maler und Grafiker
- Friedrich Barth (Handballspieler), rumänischer Handballspieler
- Friedrich August Barth (1816–1879), deutscher konservativer Politiker, MdL (Königreich Sachsen)
- Friedrich August Alexander Barth (1857–1935), deutscher Mediziner
- Friedrich G. Barth (* 1940), deutsch-österreichischer Zoologe
- Friedrich Gottlieb Barth (1738–1794), deutscher Pädagoge und Sprachwissenschaftler
- Friedrich Karl Barth (* 1938), deutscher Pfarrer und Autor
- Fritz Barth (Theologe) (1856–1912), Schweizer Theologe
- Fritz Barth (Mykologe) (um 1895–1967), Schweizer Pilzexperte und Funktionär
- Fritz Barth (Politiker) (1902–1987), deutscher Politiker (SPD, SED)
- Fritz Barth (Fußballspieler), deutscher Fußballspieler
- Fritz Barth (Heimatforscher) (1927–2021), deutscher Mechanikermeister, Gemeinderat und Heimatforscher
- Fritz Barth (Architekt) (* 1958), deutscher Architekt und Fotograf
- Fritz Barth (Schauspieler) (* 1968), deutscher Schauspieler
- Fritz Eckart Barth (* 1939), österreichischer Kunsthistoriker

### G
- Gene Barth (1930–1991), US-amerikanischer NFL-Schiedsrichter
- Georg Barth (Unternehmer) (1875–nach 1944), deutscher Unternehmer, Chemiker und Hofrat
- Georg Barth (Politiker) (1876–1947), deutscher Jurist und Politiker (DNVP)
- Georg Karl Barth (1863–20. Jh.), deutscher Pädagoge
- Gernot Barth (* 1957), deutscher Pädagoge und Mediator
- Gotthard Barth (1913–1996), österreichischer Privatgelehrter
- Gottlob Barth (Politiker) (1884–1958), deutscher Verwaltungsbeamter, Landrat und Bürgermeister
- Gottlob Georg Barth (1777–1848), deutscher Architekt
- Gunda Barth-Scalmani (* 1958), österreichische Historikerin und Hochschullehrerin
- Gunther Barth (1915–1988), deutscher Radiologe und Hochschullehrer
- Gustav Barth (1811–1897), österreichischer Komponist und Dirigent

### H
- Hanna Barth (1911–1961), deutsche Malerin und Grafikerin
- Hanns Barth (1873–1944), österreichischer Autor und Redakteur
- Hans Barth (Journalist) (1862–1928), deutscher Journalist und Schriftsteller
- Hans Barth (Historiker) (1871–1926), Schweizer Historiker und Bibliothekar
- Hans Barth (Komponist) (1897–1956), deutsch-amerikanischer Pianist und Komponist
- Hans Barth (Philosoph) (1904–1965), Schweizer Journalist und Philosoph
- Hans Barth (Wissenschaftsautor) (1934–2011), deutscher Publizist und Wissenschaftsautor
- Hans J. Barth (Hans Josef Barth; * 1940), deutscher Ökonom
- Hans Jakob Barth (1925–1984), Schweizer Maler, Zeichner und Gartenarchitekt
- Hans Joachim Barth (1927–2001), deutscher Komponist und Musikpädagoge
- Hans-Martin Barth (* 1939), deutscher Theologe
- Harald Barth (1905–1955), Schweizer Komponist und Kapellmeister
- Hartmut Barth-Engelbart (* 1947), deutscher Künstler
- Heidrun Barth (* 1961), deutsche Ruderin
- Heike Barth, deutsche Sängerin
- Heinrich Barth (1821–1865), deutscher Afrikaforscher
- Heinrich Barth (Bildhauer) (1831/1832–1892?), deutscher Bildhauer
- Heinrich Barth (1847–1922), deutscher Pianist und Pädagoge, siehe Karl Heinrich Barth
- Heinrich Barth (Maler) (1881–1956), deutscher Maler
- Heinrich Barth (Philosoph) (1890–1965), Schweizer Philosoph
- Heinrich Barth (Politiker) (1895–1949), deutscher Politiker (SPS), MdL Saarland
- Heinrich Barth (Jurist, 1900) (1900–nach 1945), deutscher Verwaltungsjurist und Richter
- Heinrich Barth (Politiker, 1914) (1914–1997), deutscher Ministerialbeamter und Politiker (CDU)
- Heinrich Barth (Jurist, 1920/1921) (1920/1921–nach 1985), deutscher Richter und Verbandsfunktionär
- Heinrich Barth von Harmating (1446–vor 1519), deutscher Ingenieur und Straßenbauer
- Heinrich Rikli-Barth (1919–2012), Schweizer Genealoge und Heimatforscher
- Heinz Barth (Journalist) (1910–nach 1974), deutscher Journalist
- Heinz Barth (Holzgestalter) (1914–1991), deutscher Holzgestalter
- Heinz Barth (1920–2007), deutscher SS-Obersturmführer
- Heinz-Lothar Barth (* 1953), deutscher Altphilologe und Hochschullehrer
- Helga Barth (* 1961), deutsche Diplomatin
- Helmut Barth (* 1949), deutscher Unternehmer
- Helmuth Barth (1933–1991), deutscher Tierfilmer
- Herbert Barth (Musikschriftsteller) (1910–1998), deutscher Musikschriftsteller
- Herbert Barth (Diplomat) (* 1929), deutscher Diplomat
- Herbert Barth (Politiker) (1943–2008), deutscher Politiker (CDU)
- Hermann von Barth (1845–1876), deutscher Bergsteiger
- Hermann Barth (Pfarrer) (1866–1946), deutscher evangelischer Theologe
- Hermann Barth (1945–2017), deutscher Theologe und Ethiker
- Horst Barth (Politiker) (1933–2018), deutscher Lehrer und Politiker (FDP)
- Horst Barth (Fußballspieler) (1934–1999), deutscher Fußballspieler
- Hugo Barth (1903–1976), deutscher Zehnkämpfer

### I
- Ildephons Barth (Franz Christoph Barth; 1698–1757), deutscher Benediktinerabt
- Ingo Barth, deutscher Chemiker, Gehörlosen-Aktivist
- Irmgard Barth (1913–1980), deutsche Mezzosopranistin
- Isabelle Barth (* 1983), Schweizer Schauspielerin
- Isolde Barth (* 1948), deutsche Schauspielerin

### J
- Jacob Barth (1835–1903), deutscher Sänger (Bariton)
- Jakob Barth (1851–1914), deutscher Orientalist
- Jan-Göran Barth (* 1978), deutscher Koch
- Jean Meyer Barth (* 1942), französischer Historiker
- Jessica Barth (* 1978), US-amerikanische Schauspielerin
- Joachim Barth (Mediziner) (* 1942), deutscher Dermatologe und Allergologe
- Joachim Barth (Lichtdesigner), deutscher Lichtdesigner
- Johann Barth (Pfarrer) (1889–1955), deutscher Pfarrer
- Johann Barth (Fotograf) (1931–2009), rumänisch-österreichischer Fotograf und Autor
- Johann Ambrosius Barth (1760–1813), deutscher Buchhändler und Verleger
- Johann August Barth (1765–1818), deutscher Buchhändler und Buchdrucker
- Johann Baptist von Barth-Barthenheim (1784–1846), österreichischer Staatswissenschaftler und Verwaltungsbeamter
- Johann Christian Barth (Pfarrer) (um 1682–1734), deutscher Pfarrer und Schriftsteller
- Johann Christian Barth (Bergrat) († 1759), deutscher Jurist und Chemiker
- Johann Michael Barth (1723–??), deutscher Mediziner
- Johann Wilhelm Gottfried Barth (1779–1852), deutscher Maler, siehe Wilhelm Barth (Maler)
- Johanna van Hasselt-Barth (1841–1918), deutsche Opernsängerin (Sopran)
- Johannes Barth (1891–1981), deutscher Unternehmer
- John Barth (1930–2024), US-amerikanischer Autor
- Jørgen Barth-Jørgensen (1932–2021), norwegischer Gewichtheber
- Josef Barth (Botaniker) (1833–1915), siebenbürgischer Geistlicher und Botaniker
- Josef Barth (Fassmaler) (1842–1916), Südtiroler Fassmaler und Vergolder
- Josef Barth (Politiker, 1860) (1860–1941), tschechischer Politiker (DSAP)
- Josef Barth (Politiker, 1869) (1869–1910), tschechisch-österreichischer Journalist und Politiker (SPÖ)
- Josef Barth (Journalist) (* 1975), österreichischer Journalist und Kommunikationswissenschaftler
- Joseph von Barth (Maler) (1730–1794), deutscher Geistlicher und Maler
- Joseph Barth (Mediziner) (1745/1746–1818), österreichischer Mediziner und Augenarzt
- Joseph Barth (Politiker), deutscher Politiker
- Joseph von Barth (Jurist) (1799–??), deutscher Jurist und Richter
- Joseph Barth (General) (1814–1878), österreichischer Generalmajor
- Joseph Barth (Politiker, 1882) (1882–1950), deutscher Politiker (SPD), MdL Bayern
- Julia Barth-Dworzynski (* 1995), deutsche Politikerin (SPD)
- Julius Barth (1867–1958), deutscher Ingenieur und Ministerialrat
- Jürgen Barth (Radsportler) (1943–2011), deutscher Radsportler
- Jürgen Barth (Rennfahrer) (* 1947), deutscher Autorennfahrer
- Jürgen Barth (Politiker) (* 1955), deutscher Politiker (SPD)
- Jürgen Barth (Basketballspieler) (* 1957), deutscher Basketballspieler und -trainer
- Jutta Barth (* 1949), deutsche Künstlerin

### K
- Kai Barth (* 1989), deutscher Basketballspieler
- Karl Barth (Politiker, 1811) (1811–1886), deutscher Jurist, Autor und Politiker
- Karl Barth (Architekt) (1877–1951), deutscher Architekt
- Karl Barth (1886–1968), Schweizer Theologe
- Karl Barth (Politiker, 1896) (1896–1962), deutscher Jurist, Politiker (NSDAP) und Kirchenfunktionär
- Karl Anton von Barth zu Harmating und Pasenbach (1758–1797), deutscher Bürgermeister, Stadtoberrichter und Landschaftskanzler
- Karl Günther Barth (* 1948), deutscher Journalist
- Karl Heinrich Barth (1847–1922), deutscher Klavierpädagoge
- Karl-Heinz Barth (1937–2011), deutscher Architekt und Kunsthistoriker
- Kaspar von Barth (1587–1658), deutscher Philologe, siehe Caspar von Barth
- Kim Barth (* 1973), deutsch-dänischer Jazzmusiker
- Klara Barth (1880–1940), deutsche Politikerin (BVP)
- Klaus Barth (1948/1949–2006), deutscher Schwimmer
- Konrad Barth (1840–1924), deutscher Vergolder und Genossenschafter
- Kuno Barth (1906–1994), deutscher Rechts- und Wirtschaftswissenschaftler

### L
- Leo Barth (1893–1978), deutscher Journalist und Redakteur
- Leonhard Barth (1803–1869), Schweizer Unternehmer und Fossilienhändler
- Lothar Barth (Mediziner) (1921–1979), deutscher Anästhesist
- Lothar Barth (Politiker) (* 1970), deutscher Kommunalpolitiker
- Ludwig Barth (1898–1983), deutscher Maler, Zeichner, Grafiker und Illustrator
- Ludwig Barth (Didaktiker) (1923–2005), deutscher Geographiedidaktiker und Hochschullehrer für Methodik des Geographieunterrichts
- Ludwig Barth zu Barthenau (1839–1890), österreichischer Chemiker
- Lutz Barth (* 1957), deutscher Religionspädagoge

### M
- Maike Barth (* 1966), deutsche Übersetzerin
- Manfred Barth (Fußballspieler) (* 1944), deutscher Fußballspieler
- Manfred Barth (Bogenschütze) (* 1945), deutscher Bogenschütze
- Marcel Barth (* 1986), deutscher Radrennfahrer
- Margrit Barth (* 1944), deutsche Politikerin (Die Linke)
- Marie-Claire Barth-Frommel (1927–2019), Schweizer Pfarrerin und Missionarin
- Mario Barth (* 1972), deutscher Komiker und Moderator
- Marisa Ferretti Barth (1931–2021), kanadische Politikerin
- Markus Barth (Theologe) (1915–1994), Schweizer Theologe
- Markus Barth (Rennfahrer) (* 1972), deutscher Motorradrennfahrer
- Markus Barth (Autor) (* 1977), deutscher Autor und Comedian
- Markus Barth (Badminton) (* 2000), norwegischer Badmintonspieler
- Marleen Barth (* 1964), niederländische Politikerin (PvdA)
- Marquard Adolph Barth (1809–1885), deutscher Politiker
- Matthias Barth (* 1974), deutscher Umweltwissenschaftler und Hochschullehrer
- Max Barth (Politiker) (1844–1893), deutscher Verwaltungsbeamter, Versicherungsmanager und Politiker
- Max Barth (Journalist) (1896–1970), deutscher Journalist
- Max Barth (Mediziner) (1904–1966), deutscher Neurologe
- Médard Barth (1886–1976), deutsch-französischer Geistlicher und Kirchenhistoriker
- Merle Barth (* 1994), deutsche Fußballspielerin
- Michael Barth (um 1530–1584), deutscher Mediziner, Universitätsprofessor und Dichter
- Monika Barth (* 1945), deutsche Schauspielerin und Fotografin
- Monika Barth (Politikerin) (1949–2015), Schweizer Politikerin und Schriftstellerin

### O
- Oliver Barth (* 1979), deutscher Fußballspieler und -trainer
- Oskar Barth (1910–2012), deutscher Autor und Verleger
- Othmar Barth (1927–2010), italienischer Architekt
- Otto Barth (Mediziner) (1841–1919), deutscher Mediziner und Geologe
- Otto Barth (Maler) (1876–1916), österreichischer Maler und Bergsteiger
- Otto Barth (Oberamtmann) (1881–1947), württembergischer Oberamtmann
- Otto Barth (Offizier) (1891–1963), deutscher Generalmajor
- Otto Wilhelm Barth (1882–nach 1930), deutscher Verleger und Herausgeber

### P
- Patrick Barth (* 1949), französischer Fußballspieler und -trainer
- Paul Barth (Philosoph) (1858–1922), deutscher Philosoph
- Paul Barth (Funktionär) (1877–nach 1934), deutsch-süd(west)afrikanischer Farmer, Funktionär, Journalist und Autor
- Paul Barth (Cellist) (1889–1965), deutscher Virtuose
- Paul Barth (Komponist) (1897–1957), deutscher Komponist und Hochschullehrer
- Paul Barth (Architekt), deutscher Architekt
- Paul Barth (Fechter) (1921–1974), Schweizer Fechter
- Paul Barth (Judoka) (* 1945), deutscher Judoka
- Paul Barth-Schäffer (1848–1921), Schweizer Arzt und Chirurg
- Paul Basilius Barth (1881–1955), Schweizer Maler und Zeichner
- Peter Barth (Theologe) (1888–1940), Schweizer Theologe
- Peter Barth (Dichter) (1898–1984), rumänischer Dichter und Apotheker
- Peter Barth (Unternehmer) (1936–2020), deutscher Unternehmer
- Peter Barth (Wirtschaftswissenschaftler) (* 1937), deutsch-US-amerikanischer Wirtschaftswissenschaftler
- Peter Barth (Politikwissenschaftler) (* 1947), deutscher Politikwissenschaftler
- Philip Barth (Segler) (* 1976), deutscher Segler
- Philip Barth (Schauspieler) (* 1988), deutscher Schauspieler, Regisseur und Dramatiker
- Philipp Michael Barth (* 1970), deutscher Musiker

### R
- Reinhard Barth (Historiker) (* 1943), deutscher Journalist und Historiker
- Reinhard Barth (Komponist) (* 1967), deutscher Komponist
- René Barth (* 1963), Schweizer Handballspieler
- Richard Barth (Musiker) (1850–1923), deutscher Violinist, Dirigent und Komponist
- Richard Barth (Gewerkschafter) (1882–1956), deutscher Buchdrucker, Verbandsfunktionär und Gewerkschafter
- Richard Barth (Pädagoge) (1883–nach 1946), deutscher Pädagoge und Hochschullehrer
- Robert Barth (Pädagoge) (1853–nach 1908), deutscher Pädagoge
- Robert Barth (Jurist) (1886–1959), deutscher Jurist und Beamter
- Robert Barth (Politiker) (1900–1942), deutscher Politiker (NSDAP)
- Robert Barth (Widerstandskämpfer) (1910–1945), deutscher Widerstandskämpfer
- Robert Barth (Unternehmer) (1922–2007), Schweizer Getränkeunternehmer
- Robert Barth (Aquanaut) (1930–2020), US-amerikanischer Aquanaut
- Robert Barth (Historiker) (* 1952), Schweizer Historiker, Germanist und Bibliothekar
- Robert Barth (Rennfahrer) (* 1968), deutscher Speedway-Motorradrennfahrer
- Roderich Barth (* 1966), deutscher Theologe
- Rolf Barth (Maler) (* 1941), deutscher Maler und Grafiker
- Rolf Barth (Schriftsteller) (* 1950), deutscher Schriftsteller, Theatermacher und Hochschullehrer
- Rolf N. Barth, US-amerikanischer Transplantationsmediziner und Hochschullehrer
- Romina Barth (* 1983), deutsche Kommunalpolitikerin (CDU)
- Rosa Maria Barth (1879–1958), deutsche Graphologin und Schriftstellerin
- Rudi Barth (1890–nach 1956), deutscher Fußballspieler und -funktionär
- Rüdiger Barth (Ingenieur) (1937–2012), deutscher Ingenieur und Entwickler
- Rüdiger Barth (Journalist) (* 1972), deutscher Journalist und Schriftsteller
- Rudolf Barth (Naturwissenschaftler) (1913–1978), deutscher Zoologe, Botaniker und Herausgeber
- Rudolf Barth (Schausteller) (1939–2020), deutscher Schausteller und Achterbahnbetreiber
- Rudolf Barth (Dirigent) (* um 1956), Schweizer Dirigent und Komponist
- Rudolph Barth (auch Rudolf Barth; 1835–1914), deutscher Organist, Komponist und Chordirektor
- Ruodi Barth (1921–1999), Schweizer Grafiker und Bühnenbildner

### S
- Sebastian Barth (* 1985), deutscher Basketballspieler
- Siegfried Barth (Beamter) (* 1935/1936), deutscher Nachrichtendienstmitarbeiter
- Siegfried Barth (Offizier) (1916–1997), deutscher Luftwaffenoffizier
- Siegfried Barth (Snookerspieler), deutscher Snookerspieler
- Sigmund Barth (1723–1772), Schweizer Maler
- Stefan Barth (Schriftsteller, 1937) (* 1937), deutscher Techniker und Schriftsteller
- Stefan Barth (Mediziner) (* 1963), deutscher Mediziner, Biologe und Hochschullehrer
- Stefan Barth (Drehbuchautor) (* 1967), deutscher Drehbuchautor, Regisseur und Schriftsteller
- Susanne Barth (* 1944), deutsche Schauspielerin
- Sven Barth (* 1980), deutscher Automobilrennfahrer

### T
- Teo Barth (1931–2022), deutscher Fußballspieler
- Thamara Barth (* 1974), deutsche Schauspielerin
- Theodor Barth (Politiker) (1849–1909), deutscher Publizist und Politiker, MdR
- Theodor Barth (Maler) (1875–1949), Schweizer Maler
- Thom Barth (* 1951), deutscher Maler, Grafiker und Installationskünstler
- Thomas Barth (Radsportler) (* 1960), deutscher Radsportler
- Thomas Barth (Perkeo) (* 1963), deutscher Comedian und Schreinermeister
- Thomas Barth (Politiker) (* 1977), deutscher Politiker (CDU)
- Thomas Barth (Musikproduzent) (* 1977), deutscher Musikproduzent, Komponist, Autor und Musiker
- Thomas Cyrill Barth (* 1966), Schweizer Politiker (SP)
- Thomas F. W. Barth (1899–1971), norwegischer Mineraloge und Geologe
- Timotheus Barth (1909–1967), deutscher katholischer Theologe und Ordensgeistlicher (OFM)
- Tom Barth (Biathlet) (* 1990), deutscher Biathlet
- Tom Barth (Fußballspieler) (* 2005), deutscher Fußballspieler

### U
- Ulrich Barth (* 1945), deutscher Theologe und Religionsphilosoph
- Uta Barth (* 1958), deutsche Fotografin
- Uwe Barth (* 1964), deutscher Politiker (FDP)

### V
- Volker Barth (General) (* 1953), deutscher General
- Volker Barth (Historiker) (1974–2021), deutscher Historiker

### W
- Waldemar Barth (* 1934), deutscher Fußballspieler
- Walter Barth (Widerstandskämpfer) (1911–1945), deutscher Widerstandskämpfer
- Walter Barth (Maler) (1938–2014), deutscher Maler und Kunstlehrer
- Werner Barth (Lyriker) (1912–2010), deutscher Lyriker
- Werner Barth (Fußballspieler) (* 1925), deutscher Fußballspieler
- Werner Barth (Manager, 1964/1965) (* 1964/1965), deutscher Wirtschaftsmanager
- Werner Barth (Manager, 1966) (* 1966), Schweizer Wirtschaftsmanager
- Wilhelm Barth (Maler) (Johann Wilhelm Gottfried Barth; 1779–1852), deutscher Maler
- Wilhelm Barth (General) (1817–1877), österreichischer Generalmajor
- Wilhelm Barth (Redakteur) (1856–1940), deutscher Buchhändler und Redakteur
- Wilhelm Barth (Kunsthistoriker) (1869–1934), Schweizer Kunsthistoriker und Hochschullehrer
- Wilhelm Barth (Pfarrer) (1872–1933), deutscher Geistlicher, Pfarrer von Estenfeld
- Wilhelm Barth (Architekt) (1878–1962), deutscher Architekt
- Wilhelm Barth (Dirigent) (auch Willi Barth; 1914–2004), deutscher Dirigent und Chorleiter
- Wilhelm Ambrosius Barth (1790–1851), deutscher Buchhändler und Verleger
- Wilhelm Leberecht Barth (1775–1849), deutscher Klarinettist und Geiger
- Willi Barth (1899–1988), deutscher Widerstandskämpfer und Politiker (SED)
- Wolf Barth (Maler) (1926–2010) Schweizer Maler und Bühnenbildner
- Wolf Barth (Mathematiker) (1942–2016), deutscher Mathematiker
- Wolf-Eberhard Barth (* 1941), deutscher Forstbeamter, Kynologe und Naturschützer
- Wolfgang Barth (Ingenieur) (* 1942), deutscher Elektrotechnik-Ingenieur, Manager und Beamter
- Wolfgang Barth (Zahnmediziner) (* 1952), deutscher Zahnmediziner und Admiralarzt
- Wolfgang Barth (Regisseur) (* 1961), deutscher Autor und Regisseur
- Wolfgang Barth (Betriebswirt) (* 1966), deutscher Betriebswirt und Hochschullehrer
- Wolfgang Barth-Völkel (* 1954), deutscher Politiker (PRO)